# Baligă

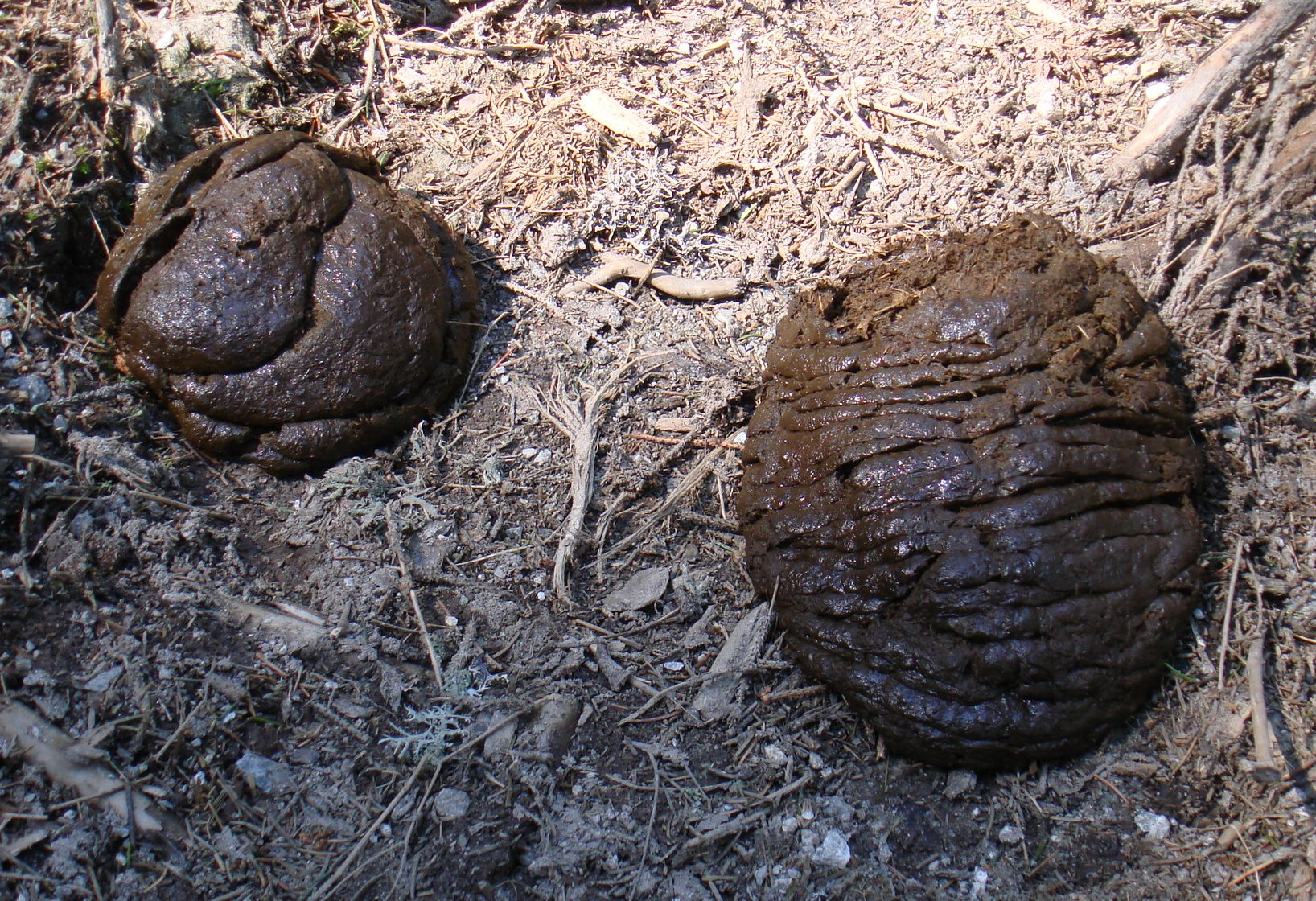
Baligă de vacă

Baligă sau balegă este denumirea dată excrementelor animalelor mari (taurine, cabaline etc.), în special vaci și cai.

## Utilizări tradiționale
Un amestec de baligă și paie este denumit băligar și este folosit drept combustibil sau ca îngrășământ organic natural, după putrezire, când poartă și denumirea de gunoi de grajd.

### Combustibil
Pentru a folosi baliga la încălzirea locuințelor, conform metodei tradiționale, aceasta se adună toată iarna iar primăvara se frământă bălegarul cu paie și apă. Din amestecul rezultat se fac niște „turte” care se usucă la soare. Rezultă un combustibil denumit tizic.
Ca metodă modernă, balega se introduce într-un generator de biogaz, sursă de energie regenerabilă, gazul rezultat putând fi folosit fie la bucătărie, fie la încălzirea locuinței.
Ca metodă avansată, posibil de aplicat în viitor, Sakae Shibusawa, profesor la Universitatea de Agricultură și Tehnologie din Tokio, a declarat că echipa sa a extras câte 1,4 mililitri de benzină din fiecare sută de grame de balegă de vacă, punând sub presiune "materia primă" și încălzind-o. Având în vedere că anual, în Japonia, se produc peste 500.000 de tone de balegă, se estimează că odată cu aplicarea industrală a noii tehnologii, să se înregistreze o reducere a importurilor de combustibil.

### Îngrășământ
Balega este bogată în substanțe hrănitoare (nutrienți ai solului), de aceea se folosește ca îngrășământ, fie aplicată pe sau incorporată în sol toamna, când nu mai sunt plante în grădină, fie ca material de compost. Nu se aplică balega proaspătă la plante întrucât aceasta le arde. Balega trebuie să stea aproximativ 6 luni înainte de a o folosi ca îngrășământ natural. Gestionarea și utilizarea necorespunzătoare a gunoiului de grajd în agricultură, la nivelul gospodăriilor, are drept consecință poluarea cu nutrienți a apei (atât a apelor de suprafață cât și a apelor subterane).

### Pomicultură
Pentru a ajuta mult sănătatea și longevitatea pomilor fructiferi se procedează la ungerea trunchiurilor cu un produs care se realizează din caolin, bălegar proaspăt de bovine și apă de ploaie. Trunchiurile pomilor se curăță în prealabil cu peria de sârmă și se sapă la baza lor, de jur împrejur. Pasta se aplică cu bidineaua. Această pastă aplicată pe tulpinile de zmeur previne atacul ciupercilor care produc arsura tulpinilor.

### Construcții
Dintr-un amestec de lut, paie și băligar de cal, umezite cu apă, pus în forme și apoi uscat la soare (nears) se obține un material de construcție numit chirpici, care ține loc de cărămidă la construirea caselor țărănești tradiționale de la șes.
În casele țărănești din vechime, podeaua era din lut bătut cu maiul și muruit cu argilă (roșie ori albastră), amestecate cu funingine și balegă de vacă proaspătă. Pereții de lemn erau cercuiți, după care se lipeau (adică: tencuiau) cu pământ amestecat cu pleavă, paie de grâu ori ovăz tocate și puțină balegă, frământat bine cu picioarele ori cu un mai de lemn.

### Medicina populară
Medicul-scriitor Vasile Voiculescu, în cartea sa Dicționarul de leacuri, scoasă de Fundația Culturală Regală Principele Carol, în 1935, la litera B, în articolul despre „Balega de vite”, scrie următoarele:
Nu e bună de nici un leac. Unii ung bubele cu balegă. Alții o plămădesc cu lut și o pun la scrântituri. Balega e primejdioasă, căci poate infecta rănile, mai ales că în cea de cal se află microbii fălcariței (tetanos). Mulți bolnavi de reumatism țin picioarele ori mâinile în bălegar cald. Câteodată ei simt alinare, căci bălegarul are în el amoniac (v. liniment), dar primejdia de infectare e mare, căci microbii din murdărie pot intra în trup printr-o sgârietură nevăzută. Cu balegă se afumă bolnavii de năjit (otită supurată), dar leacul adevărat al durerilor și scurgerilor de urechi e apa oxigenată și picăturile de pus în urechi.